# Santa Cruz de Minas
Santa Cruz de Minas is een gemeente in de Braziliaanse deelstaat Minas Gerais. De gemeente telt 7.671 inwoners (schatting 2009).

## Aangrenzende gemeenten
De gemeente grenst aan São João del-Rei en Tiradentes.